# ضد انگل
پاد انگل‌ها یا ضد انگل‌ها (به انگلیسی: Antiparasitics) دسته‌ای از داروها هستند که برای درمان بیماری‌های انگلی ساخته شده‌اند.

## ضد کپلک‌ها

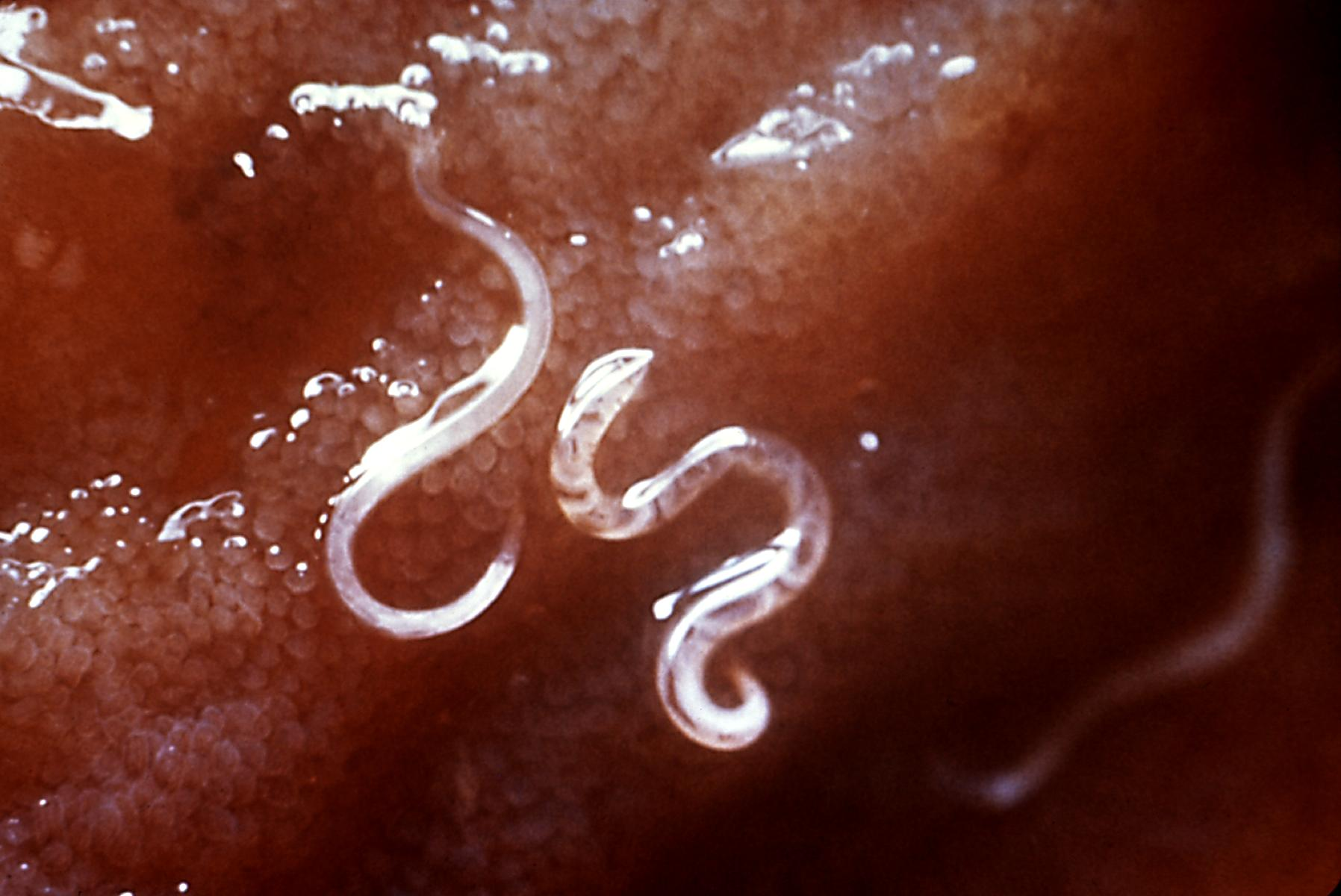
گونه‌ای کرم قلابدار

این دسته برای دفع کپلک‌ها مورد استفاده‌اند:
- مبندازول
- پیرانتل پاموآت
- تیابندازول برای عفونت ناشی از آسکاریس لومبرکوئیدس
- دی اتیل کاربامازین برای درمان پیل‌پایی)
- آیورمکتین

## ضد کرم‌های نواری
- نیکلوزاماید در برابر کرم‌های نواری
- پرازیکوانتل (برای دفع کرم‌های نواری)
- آلبندازول (گسترده‌اثر)

## ضد کرم‌های لوله‌ای
- پرازیکوانتل

## سایر موارد
- ریفامپین
- آمفوتریسین بی
- Melarsoprol برا درمان بیماری خواب
- افلورنتین برای بیماری خواب
- مترونیدازول برای عفونت واژن ناشی از تریکوموناس واژینالیس
- تینیدازول برای عفونت روده‌ای ناشی از ژیاردیا
- Miltefosine برای نوع احشایی بیماری لیشمانیاز، در حال حاضز برای بیماری شاگاس